# Corporazioni nobili del Baltico

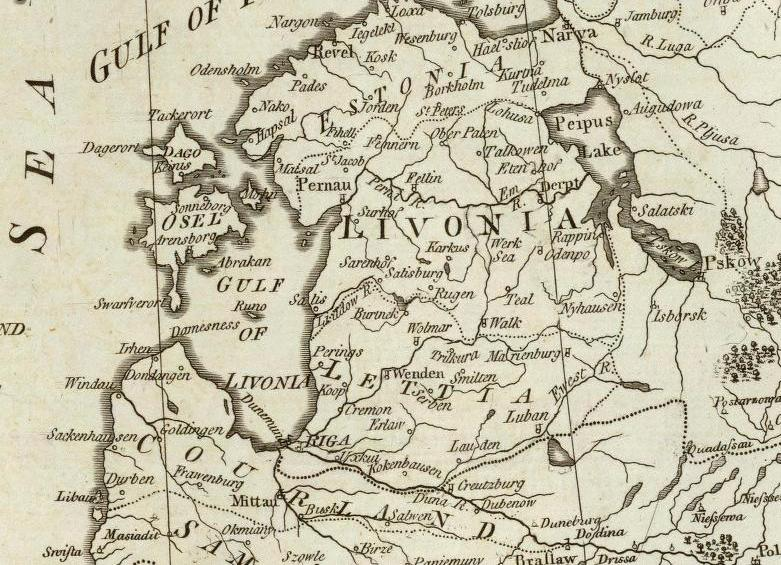
Mappa del 1790 che mostra la Livonia, l'Estonia, la Curlandia e l'isola di Ösel

Le corporazioni dei nobili del Baltico o cavalierati della Curlandia, della Livonia, dell'Estonia e dell'isola di Ösel (Saaremaa) erano dei feudi costituiti in epoca basso-medievale e amministrati da nobili tedeschi. Facenti capo ai cavalieri teutonici e alla Danimarca nelle moderne Lettonia ed Estonia, tali territori continuarono ad avere uno status semi-autonomo dal XVI all'inizio del XX secolo sotto il dominio svedese e russo.
Dopo essere state soppresse nel periodo interbellico dai governi indipendenti della Lettonia e dell'Estonia, nel 1949 le quattro entità decisero di unirsi tutte assieme sotto la formula e.V. di Verband der Baltischen Ritterschaften (Associazione delle Corporazioni Nobili Baltiche).

## Storia
I cavalieri teutonici si insediarono nell'area dell'attuale Lettonia ed Estonia all'inizio del XIII secolo nel tentativo di cristianizzare la regione nell'ambito della crociata livoniana. Dopo la conquista, molte delle terre dell'ordine cavalleresco furono divise tra le famiglie nobili tedesche originarie della Westfalia e della Renania, circostanza che generò più di qualche conflitto interno nel corso dei secoli. La presenza dei coloni tedeschi e dell'autorità dello Stato monastico di recente istituzione ebbe un forte impatto nella Lettonia e nell'Estonia, con una grande crescita in ambito artistico, economico, architettonico, amministrativo e culturale. Lo sviluppo di una classe mercantile di etnia tedesca, agevolato dalla nascita della Lega anseatica, si innestò al processo di "germanizzazione" della regione anche oltre la fine del Medioevo. Durante la seconda metà del XVI secolo, quest'area cadde sotto la sovranità della Svezia e della Confederazione polacco-lituana, che a quel tempo dominavano il Mar Baltico. Mentre l'autorità degli ordini cavallereschi nella regione si eclissava, l'autogoverno locale sopravvisse e si dovette anche alle quattro corporazioni aristocratiche presenti in Livonia, Estonia, Curlandia e sull'isola di Ösel (Saaremaa).
Con la crescita del potere russo dopo la sconfitta della Svezia nella seconda guerra del Nord (1700-1721), Livonia, Estonia (inclusa l'isola di Ösel) e Curlandia (ottenuta nella seconda metà del XVIII secolo dalla Polonia) divennero tutte province russe. La Russia imperiale riconobbe tutti i tradizionali privilegi delle quattro corporazioni aristocratiche, ovvero la libertà di espressione in lingua tedesca, la libertà di fede (luteranesimo anziché l'ortodossia) e autogoverno.
La crescita del nazionalismo determinata dal risveglio nazionale lettone e da quello estone, unite al crollo dell'Impero russo, gettarono le condizioni ideali affinché la Lettonia e l'Estonia potessero ottenere l'indipendenza. A seguito di tale evento, le tradizionali corporazioni aristocratiche persero i loro privilegi legali e lo status politico, oltre ad assistere a un declassamento a organizzazioni umanitarie. La maggior parte delle proprietà dei tedeschi del Baltico, comprese i loro possedimenti, furono confiscati. Alla luce di tale scelta, molte di queste famiglie emigrarono, la maggior parte in Germania e altre oltreoceano. Nel 1939, in seguito alla firma del patto Molotov-Ribbentrop, l'accordo tra Adolf Hitler e Iosif Stalin per ripartire la Polonia e i Paesi baltici, i tedeschi rimasti furono evacuati nella Polonia occupata dai nazisti. Nel 1949, vide la luce la tuttora esistente Associazione delle Corporazioni Nobili Baltiche, la quale accorpa tutte e quattro le antiche associazioni con l'obiettivo "di sostenere le tradizioni di epoche passate e la conoscenza della storia che condividiamo con gli Stati baltici, intensificando anche la consapevolezza internazionale sul ruolo di questi ultimi nella porzione occidentale del mondo".

## I quattro cavalieriati

### Cavalierato estone
Il primo riferimento scritto legato al cavalierato estone (Estländische Ritterschaft) risale al 1252. Le sue origini risalgono al momento della dominazione danese, quando le due province settentrionali estoni di Harjumaa (Harrien) e Virumaa (Wierland) erano entrambe unite sotto la stessa ripartizione territoriale. Il processo di sviluppo della corporazione in un'entità politica fu completato quando la Confederazione livoniana attiva nel Baltico settentrionale si dissolse nel 1561.

### Cavalierato della Livonia

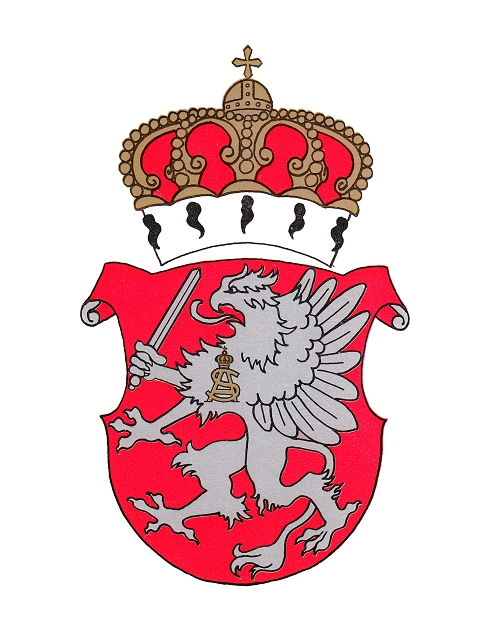
Stemma del cavalierato della Livonia

Formato nel 1561 da membri tedeschi, restò attivo fino al 1917 in Estonia e fino al 1920 in Lettonia. Allo stesso modo degli altri cavalierati, quello della Livonia godette di uno status di semi-autonomia durante la parentesi imperiale russa.

### Cavalierato dell'Ösel
L'isola di Saaremaa, nota come Ösel in tedesco, fu conquistata dai crociati nel 1227. Le operazioni di acquisizione si rivelarono particolarmente complicate nel corso della crociata livoniana, tenendo presenti le numerose rivolte innescate dalla popolazione locale. Nel momento in cui i crociati poterono stabilmente insediarsi, la maggior parte dell'isola e la contea di Wiek (Läänemaa), situata sulla porzione terraferma più vicina, divennero proprietà del clero, mentre l'isola di Moon (Muhu) e la sezione orientale di Ösel ricaddero sotto la giurisdizione dell'ordine teutonico. Nel 1238, la convenzione di Seeland riconobbe il diritto del cavalierato di Ösel di co-governare il territorio con il capitolo episcopale.
L'isola e la sua nobile corporazione furono subordinati ai re di Danimarca dal 1560 al 1645, alla corona svedese dal 1645 al 1713 e allo zar russo tra il 1713 e il 1917. Nel 1920 la neo-indipendente repubblica estone abolì l'istituzione della nobiltà e i suoi privilegi, smantellando il cavalierato locale e espropriando la quasi totalità dei loro possedimenti.

### Cavalierato di Curlandia

Stemma del Cavalierato di Curlandia

Nato in epoca relativamente tarda rispetto agli altri (1620), il cavalierato di Curlandia si unì a quello di Pilten nel 1809 e la struttura principale dell'associazione aveva sede a Mitau (Jelgava).
Tale cavalierato comprendeva famiglie particolarmente di spicco tra quelle dei tedeschi del Baltico quali gli Engelhardt, i Plettenberg (cui apparteneva il gran maestro dell'ordine di Livonia Wolter) e gli Uexküll.